# Gdzie przykazań brak dziesięciu
Gdzie przykazań brak dziesięciu – powieść Joe Alexa (właśc. Macieja Słomczyńskiego) wydana po raz pierwszy w 1968 roku.

## Fabuła
Sir John Somerville, emerytowany generał i wybitny znawca rzeźby Indii zaprasza do Mandalay House swoją wnuczkę Karolinę Beacon. Na usilną prośbę staruszka dziewczyna przybywa wraz z Joe Alexem, generał pragnie bowiem uzyskać od detektywa poradę w kryminalnej sprawie. Jednakże zanim dochodzi do decydującej rozmowy, Somerville umiera. Co znaczące, jego śmierć była zapowiedziana w anonimach, przesyłanych wcześniej do Scotland Yardu. Ben Parker przybywa na pomoc Alexowi, który musi odnaleźć mordercę wśród gości generała.

## Tytuł
Tytuł jest nawiązaniem do fragmentu wiersza Rudyarda Kiplinga Mandalay. Wiersz ten w przekładzie Macieja Słomczyńskiego poprzedza treść książki.